# Костел Різдва Пресвятої Діви Марії (Кам'янка)
Костел Різдва Пресвятої Діви Марії — колишній німецький костел в селі Кам'янка (раніше німецьке поселення Мангейм), Одеський район, Одеська область. Пам'ятка архітектури місцевого значення України. На даний момент будівля знаходиться в напівзруйнованому стані й потребує негайної консервації.

## Історія церкви

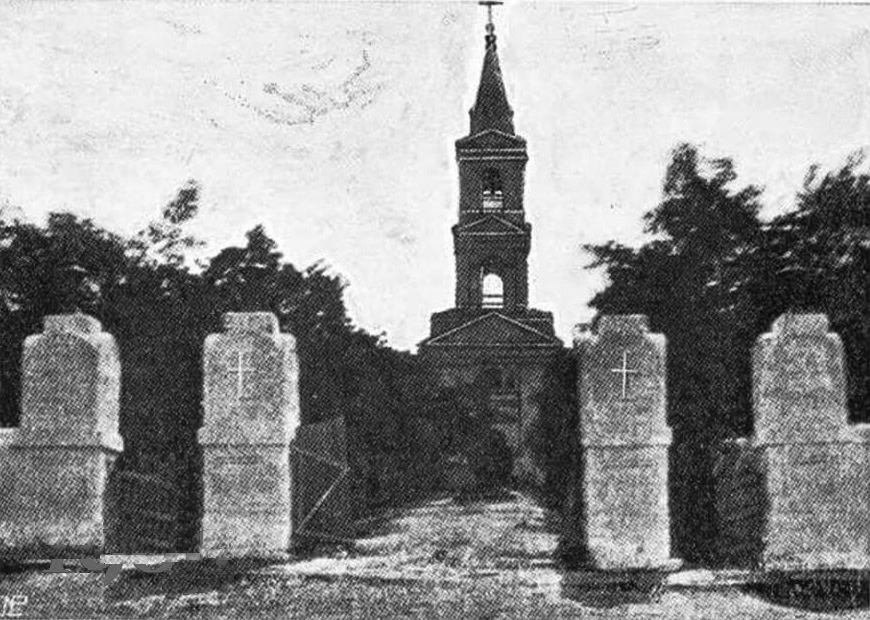
Вигляд церкви в 1909 році - видно величну дзвіницю

Костел побудований у німецькій колонії Мангейм у стилі неоготики в 1850 році на кошти німецьких колоністів — католиків. У 1890 році костел зазнав значної перебудови — він був розширений, до нього була добудована висока дзвіниця. Після перебудови костел перетворився величну неоготичну церкву, що вражала своїм гарним та масштабним виглядом. Розміри церкви були 47 м на 23,5, при висоті шпилю 53 м. Головний вхід був скромно декорований невеликим карнизом із високим порталом. Храм містив шість вівтарів, при цьому головний був зроблений з білого мармуру, а стіни були прикрашені гарними картинами. В головній залі було по боках розташовано статуї дванадцяти апостолів та інших святих. Виразною рисою храму є напівокруглий еркер на задньому боці будівлі, що складається із п'яти арок.
Після приходу до влади більшовиків почався етап знищення церкви. У 1935 року костел закрили, зняли з нього хрести, спалили вівтар і зруйнували орган. З тих років будівля кілька разів змінювала власника і виконувала різні функції. До 1941 року використовували як зерносховище. Під час Другої світової війни за румунської адміністрації робота костелу була на короткий час відновлена. Натомість із поверненням радянської окупації костел знову закрили. У 1944 році німецьке населення села виїхало до Німеччини, і після закінчення війни храм був знову закритий. Певний час костел використовували як сільський клуб та місце колективних (переважно партійних) зібрань. Але більше будівля не реставрувалася, тому стрімко почала руйнуватись.

## Сучасний стан пам'ятки

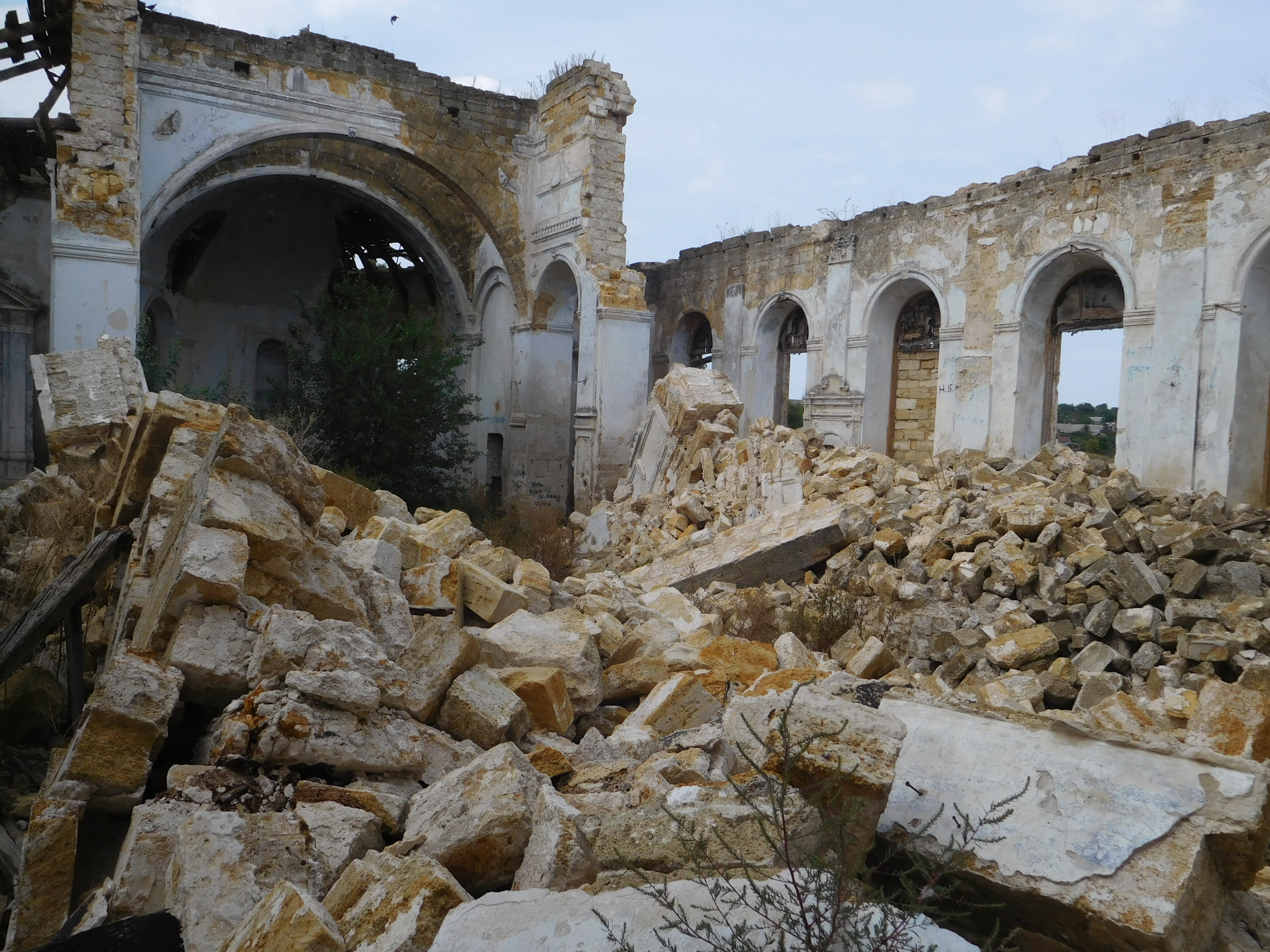
Сучасний стан інтер'єру церкви

У XXI столітті від храму залишилися тільки стіни. Покрівля практично повністю зруйнована, в головній залі поросли дерева. Вікна, які колись мали гарні вітражі, закладені цеглою. В серединці на стінах, особливо в районі вівтаря, збереглися надписи радянсько-пропагандистського характеру. Станом на 2017 рік зафіксовано початок руйнування однієї з галерей з колонами, а у 2020 році відзначено, що колони вже руйнуються, що призвело до повної руйнації двох галерей із колонами у 2023 році.

## Галерея

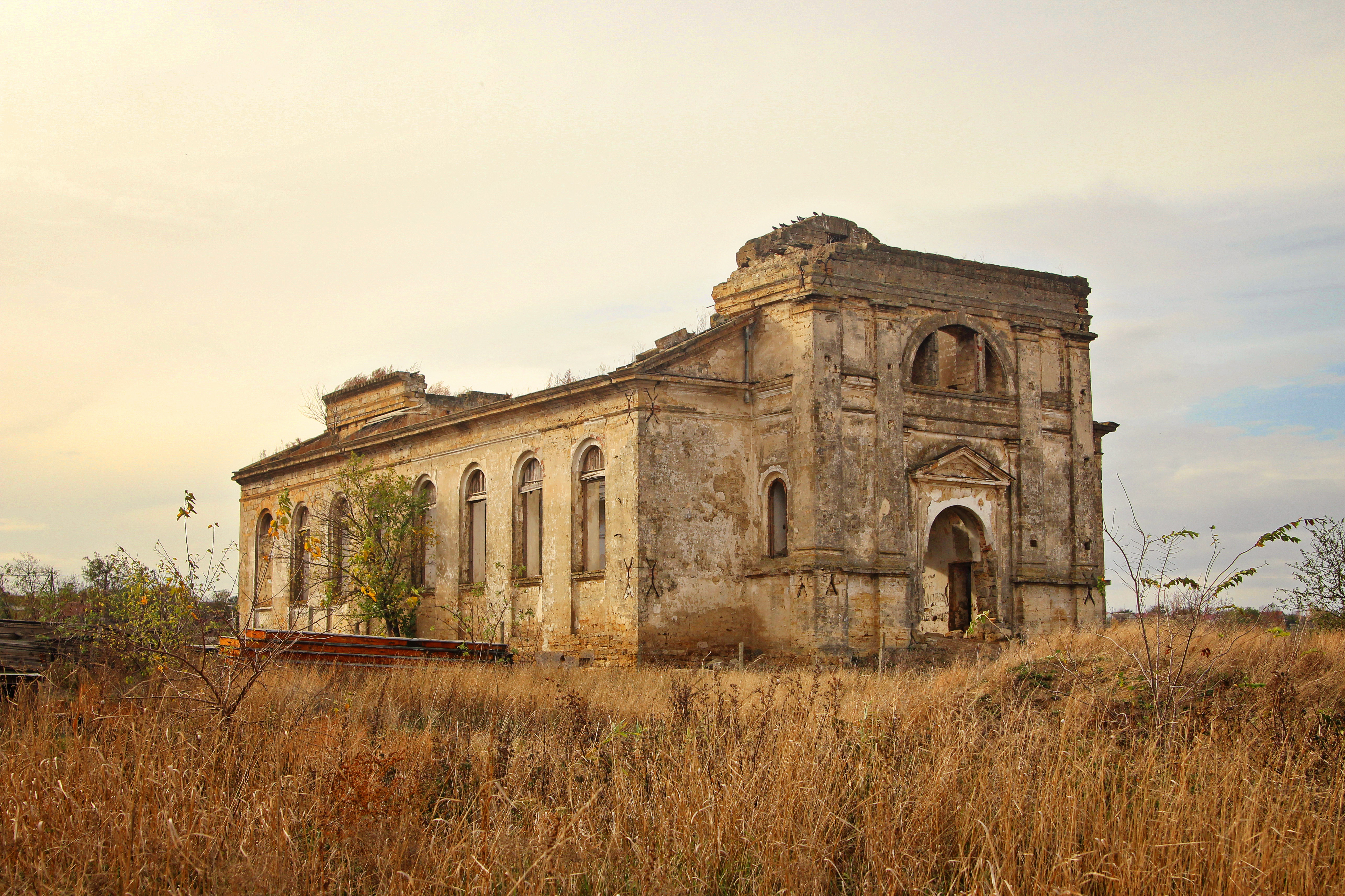
Загальний вигляд храму в 2023 році
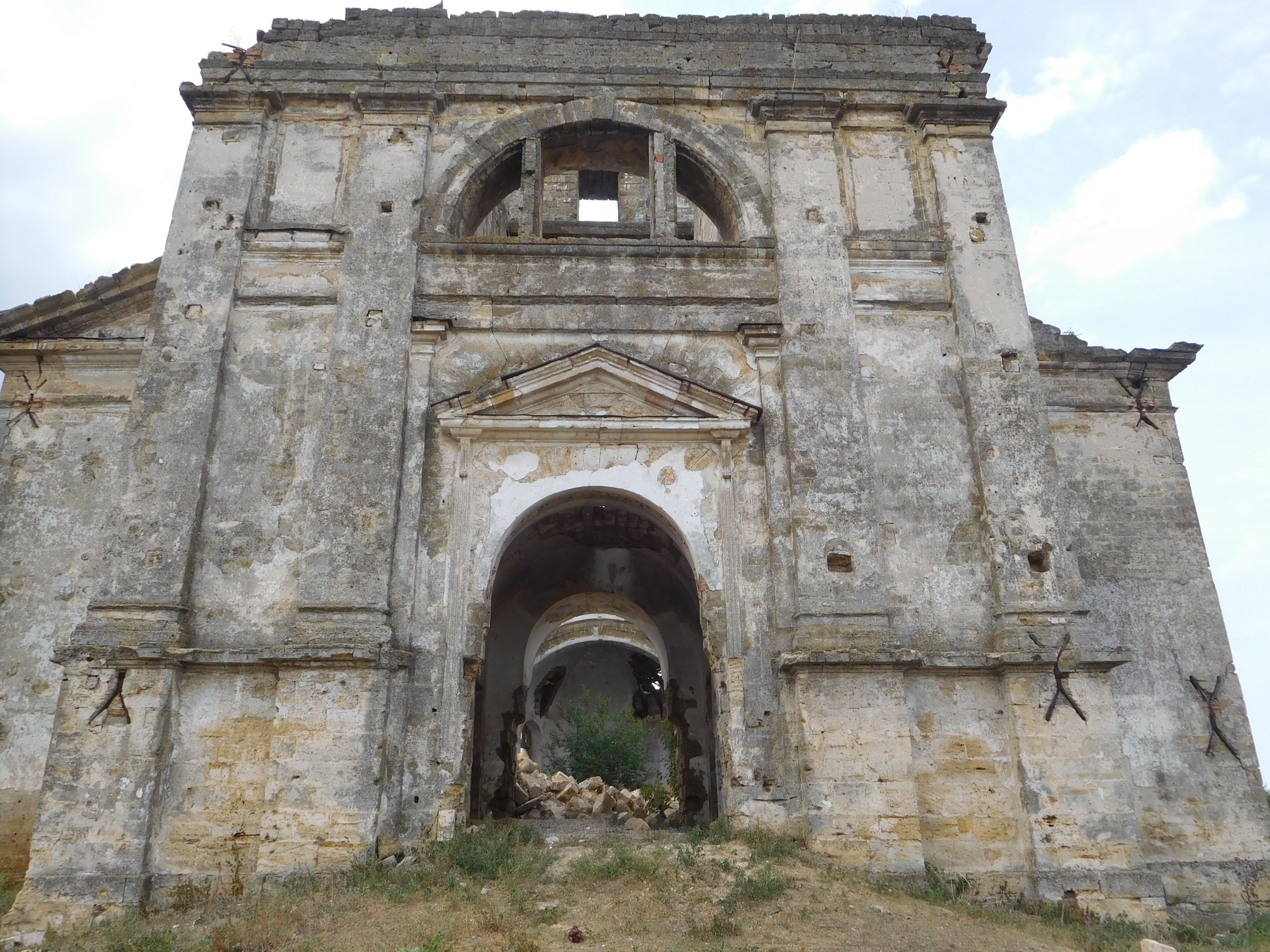
Головний вхід до церкви
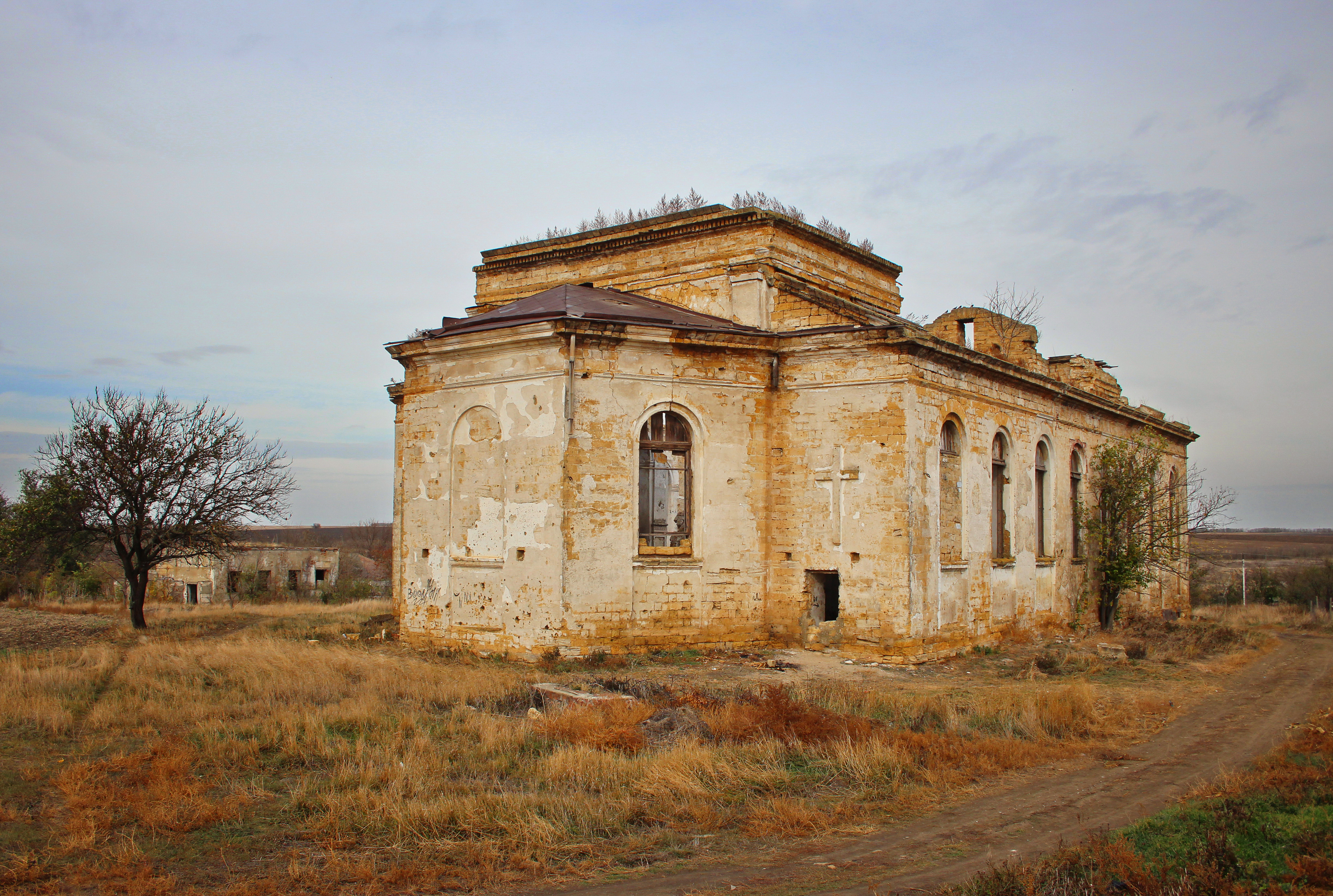
Зворотній бік костелу
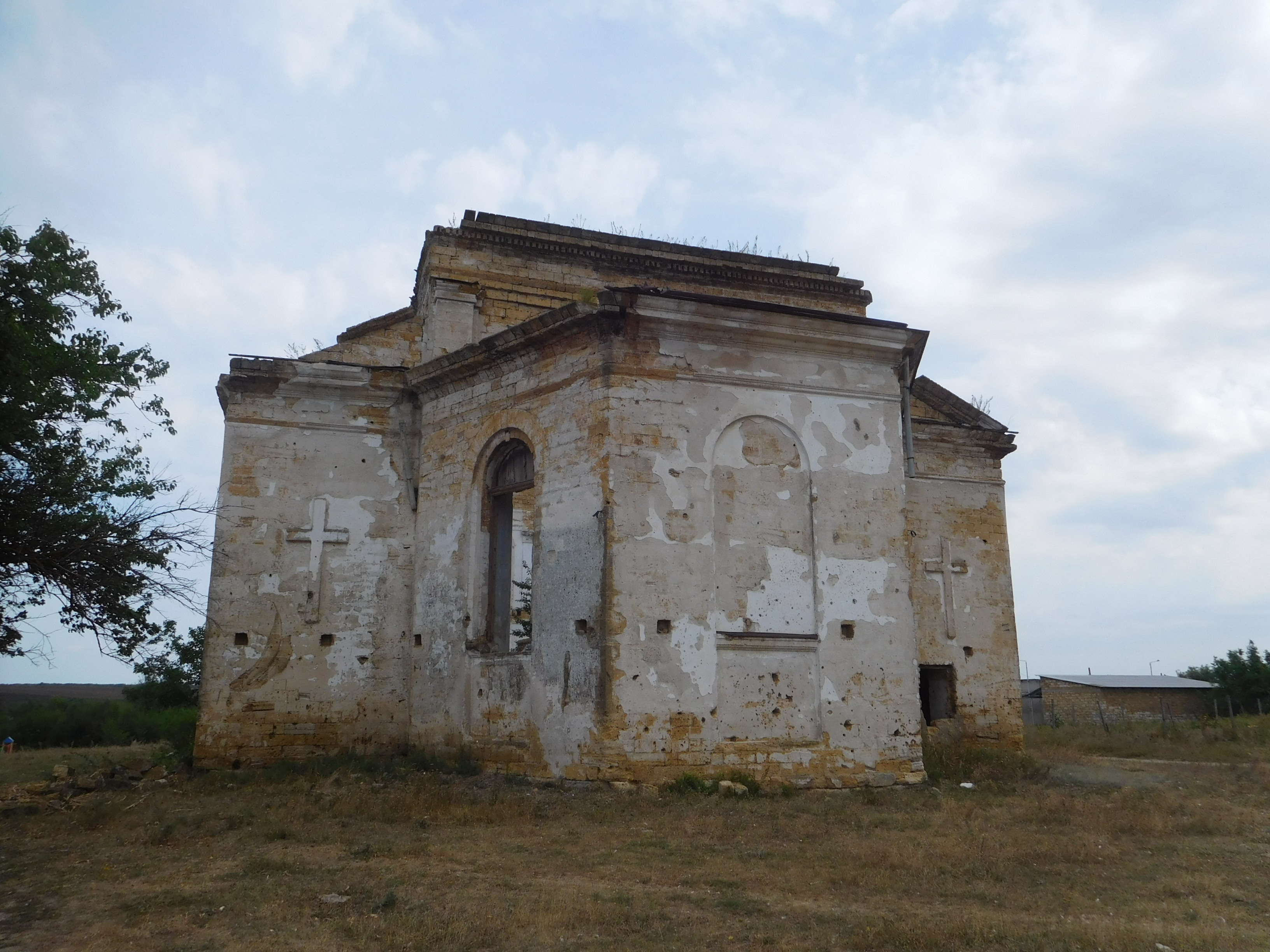
Зворотній бік костелу
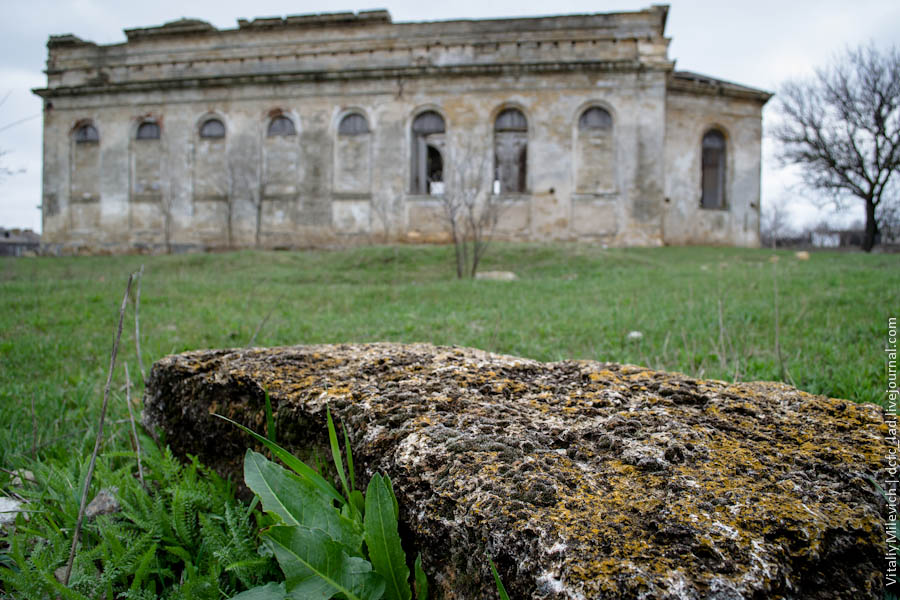
Вид на костел збоку
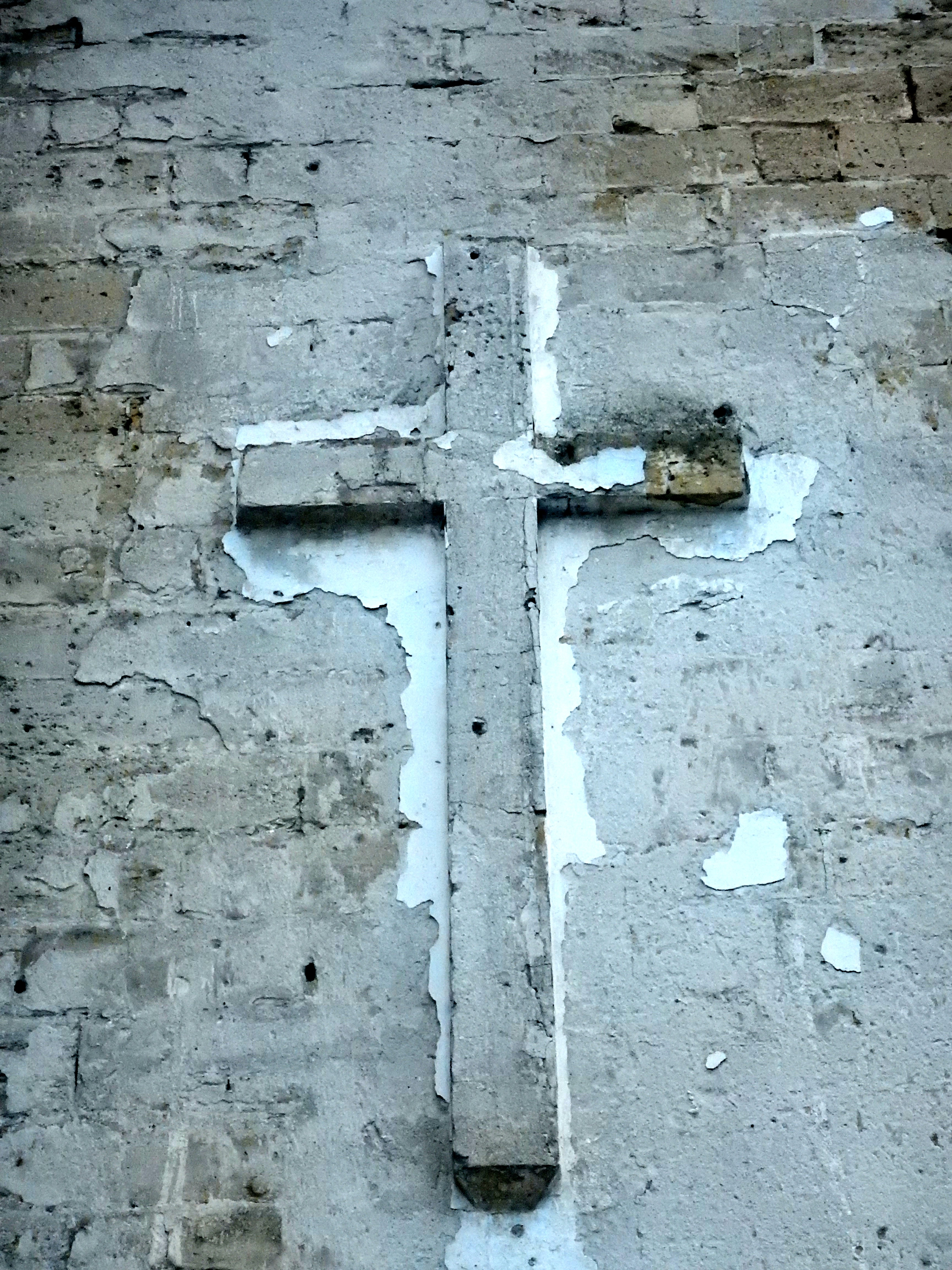
Кам'яний хрест на стіні костелу

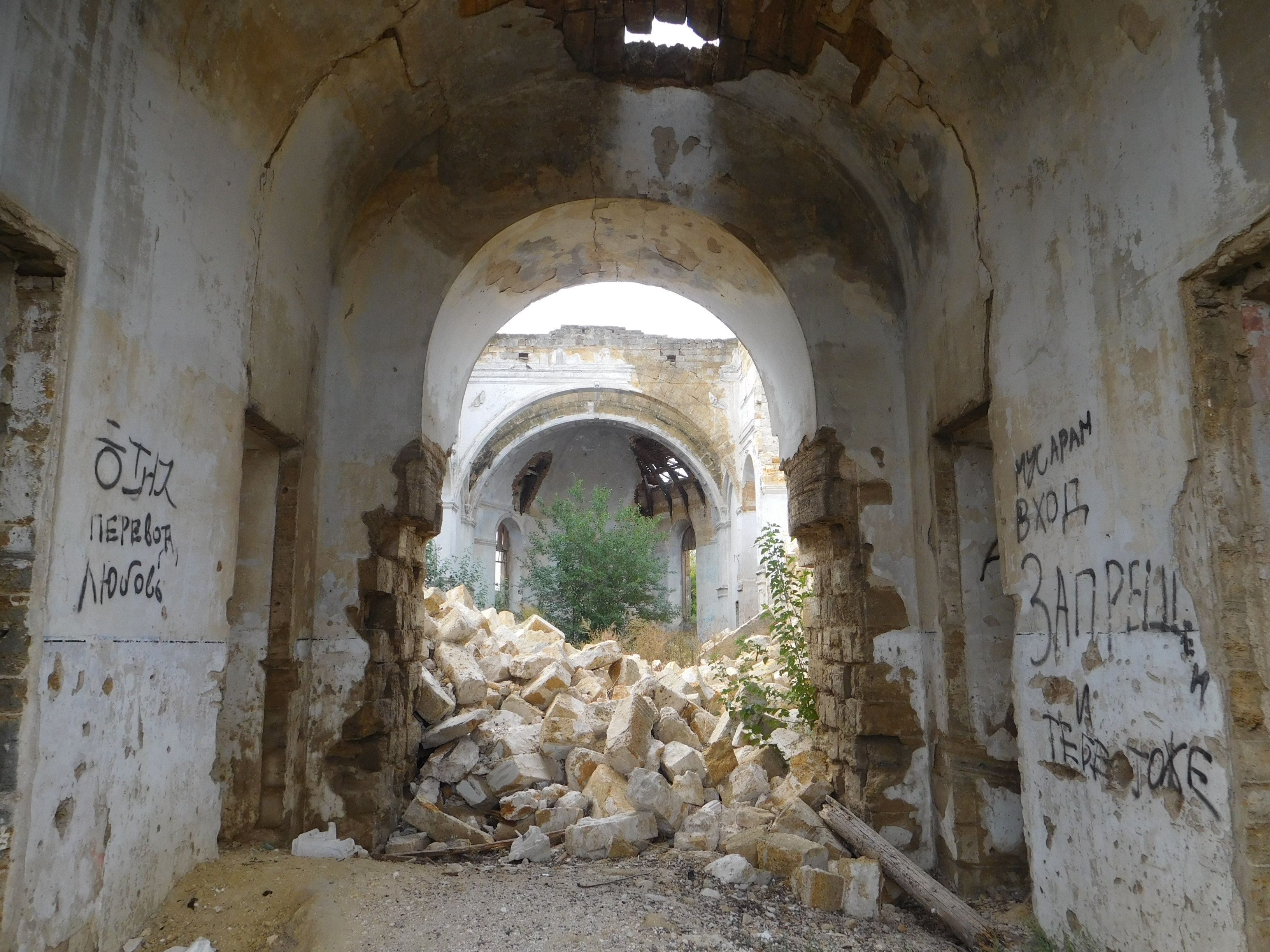
Вигляд церковного порталу зсередини, 2019 р.
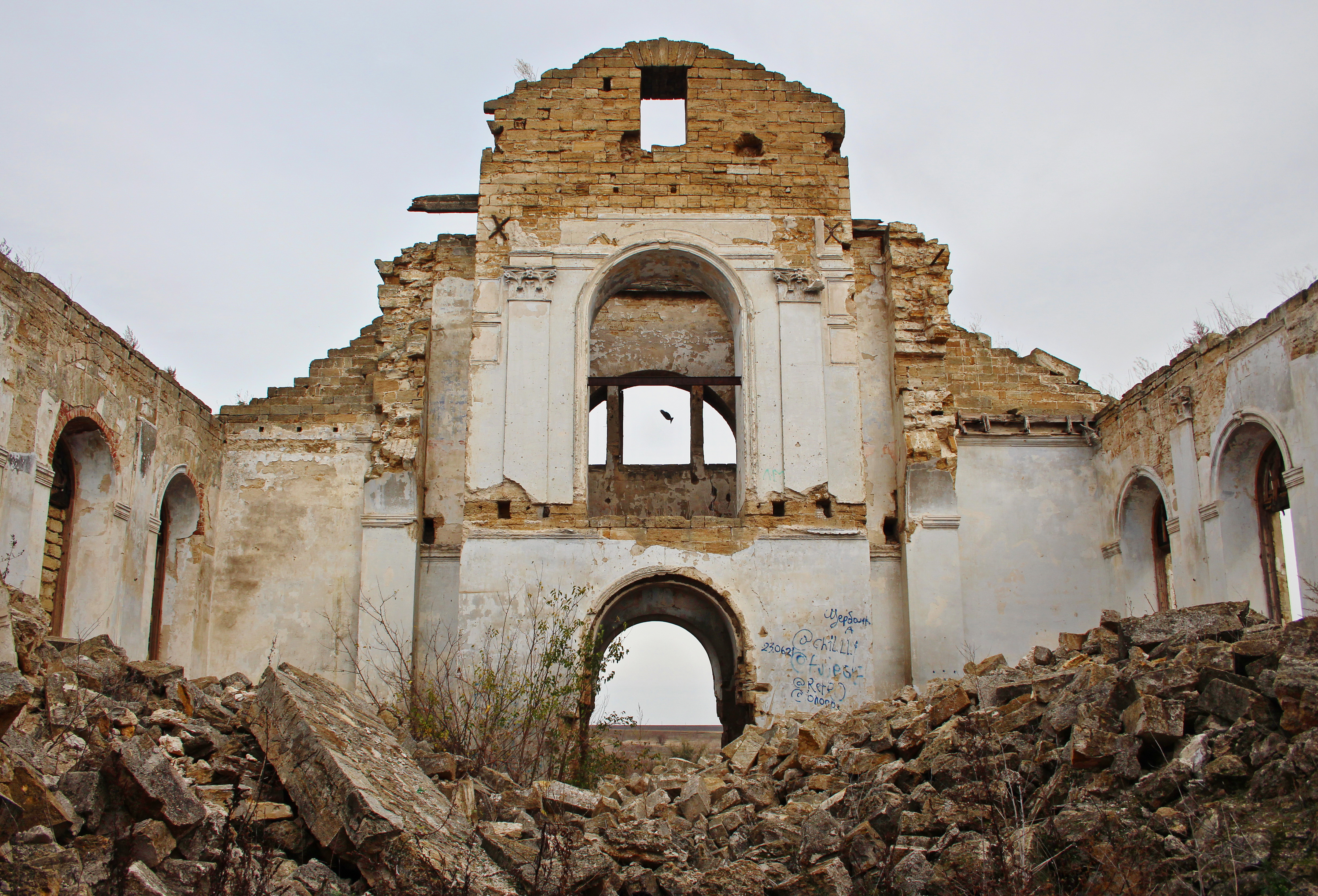
Вид на головний вхід зсередини, 2023 р.
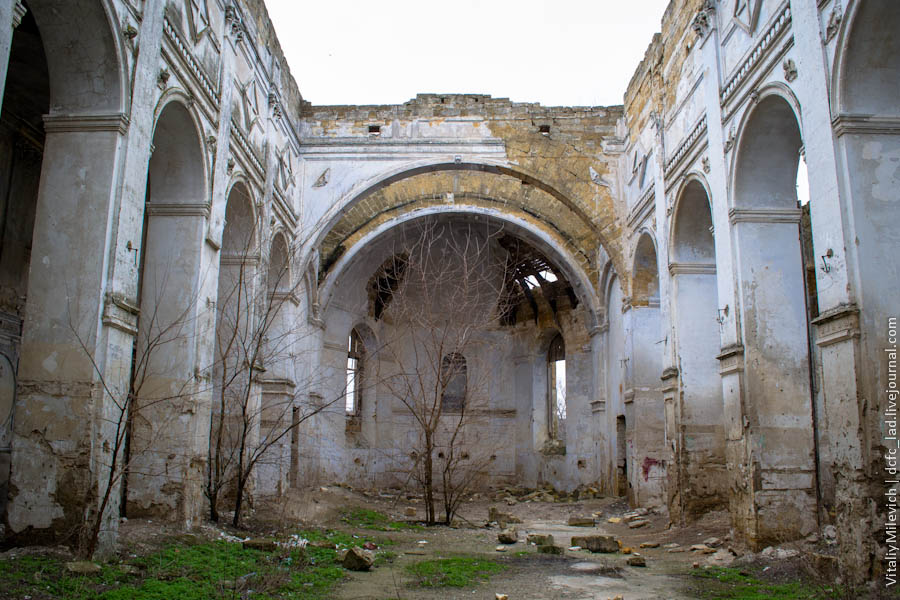
Вигляд інтер'єру до обвалення колонної галереї, 2013 р.
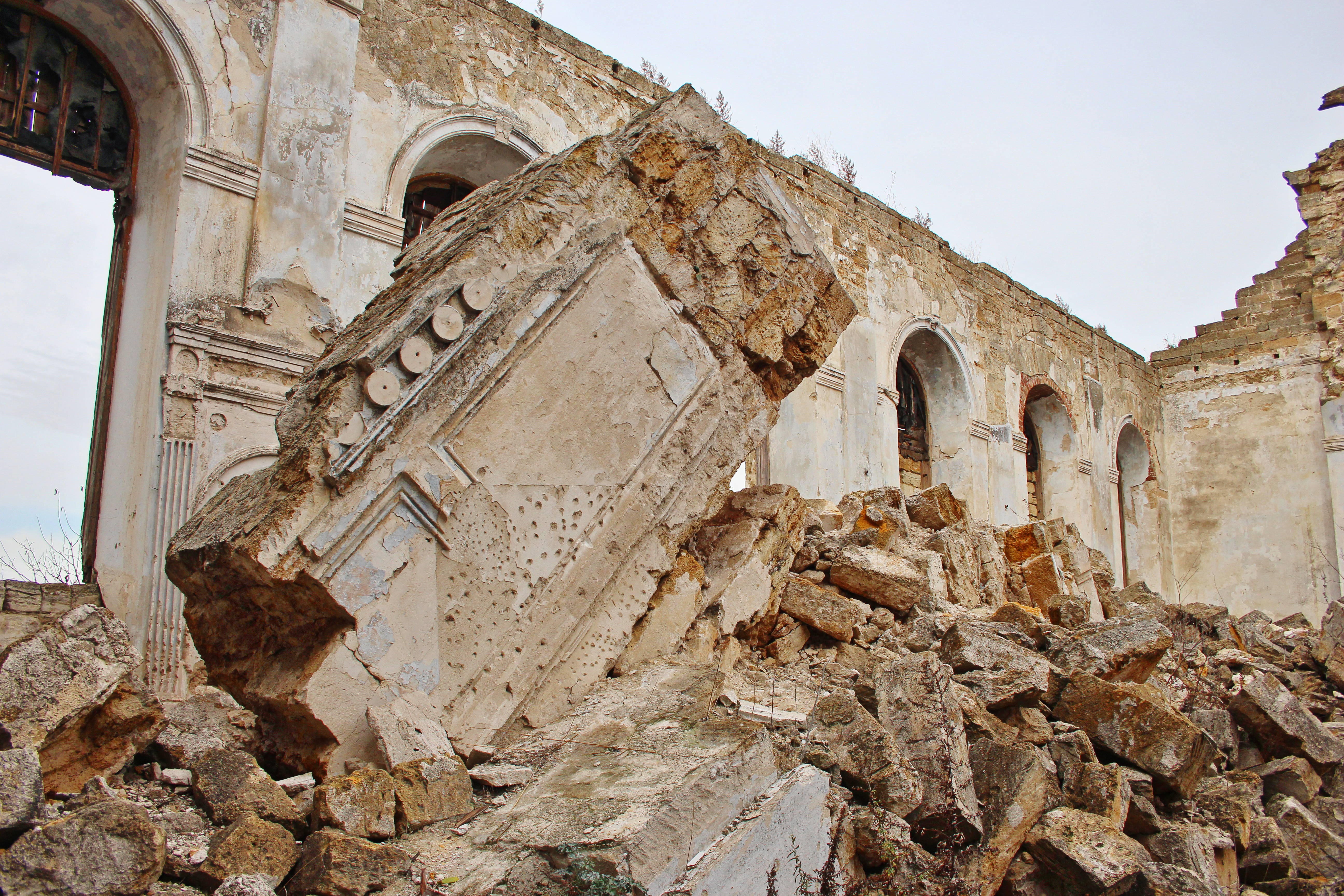
Обвалені колони, 2023 р.
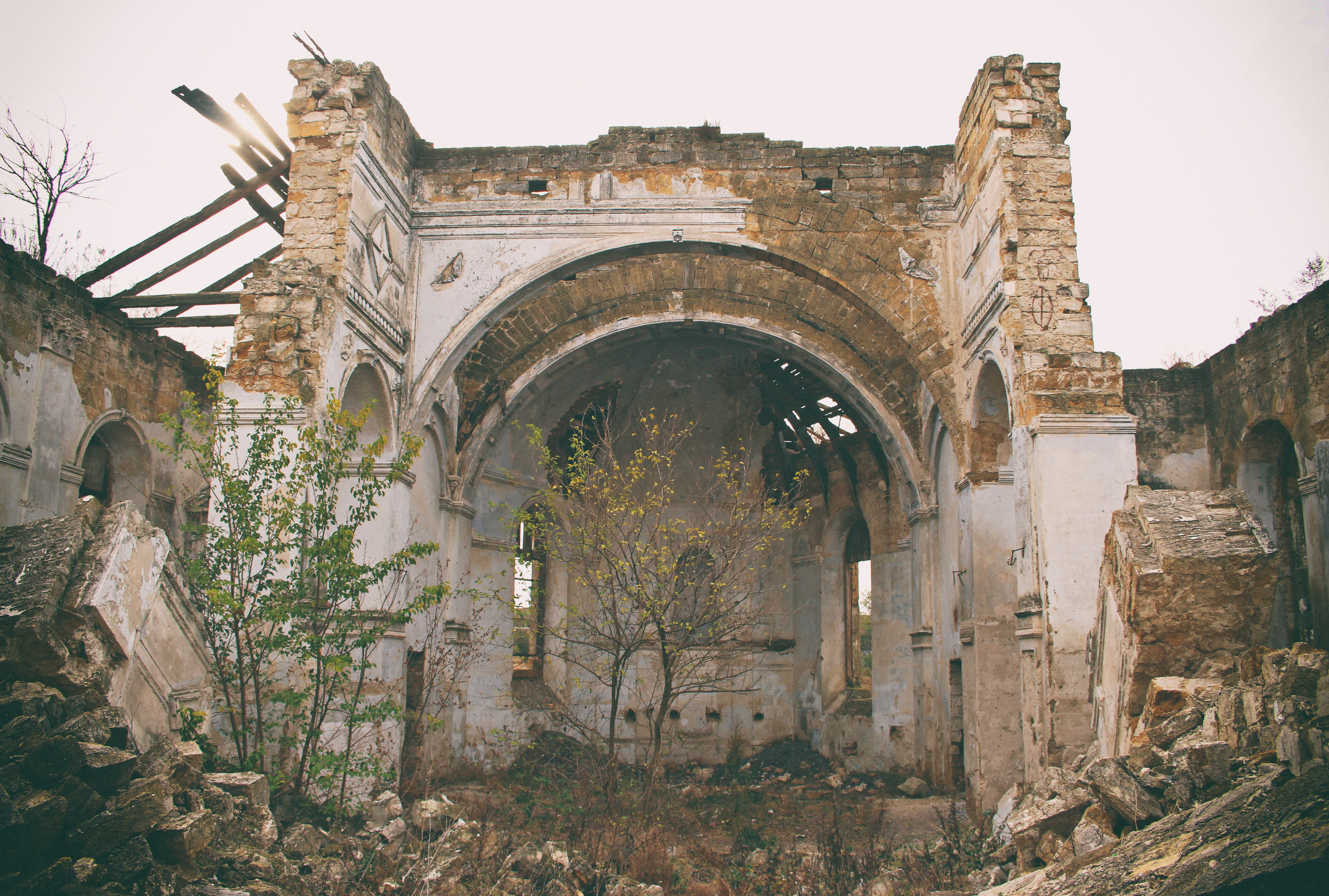
Вівтарна частина
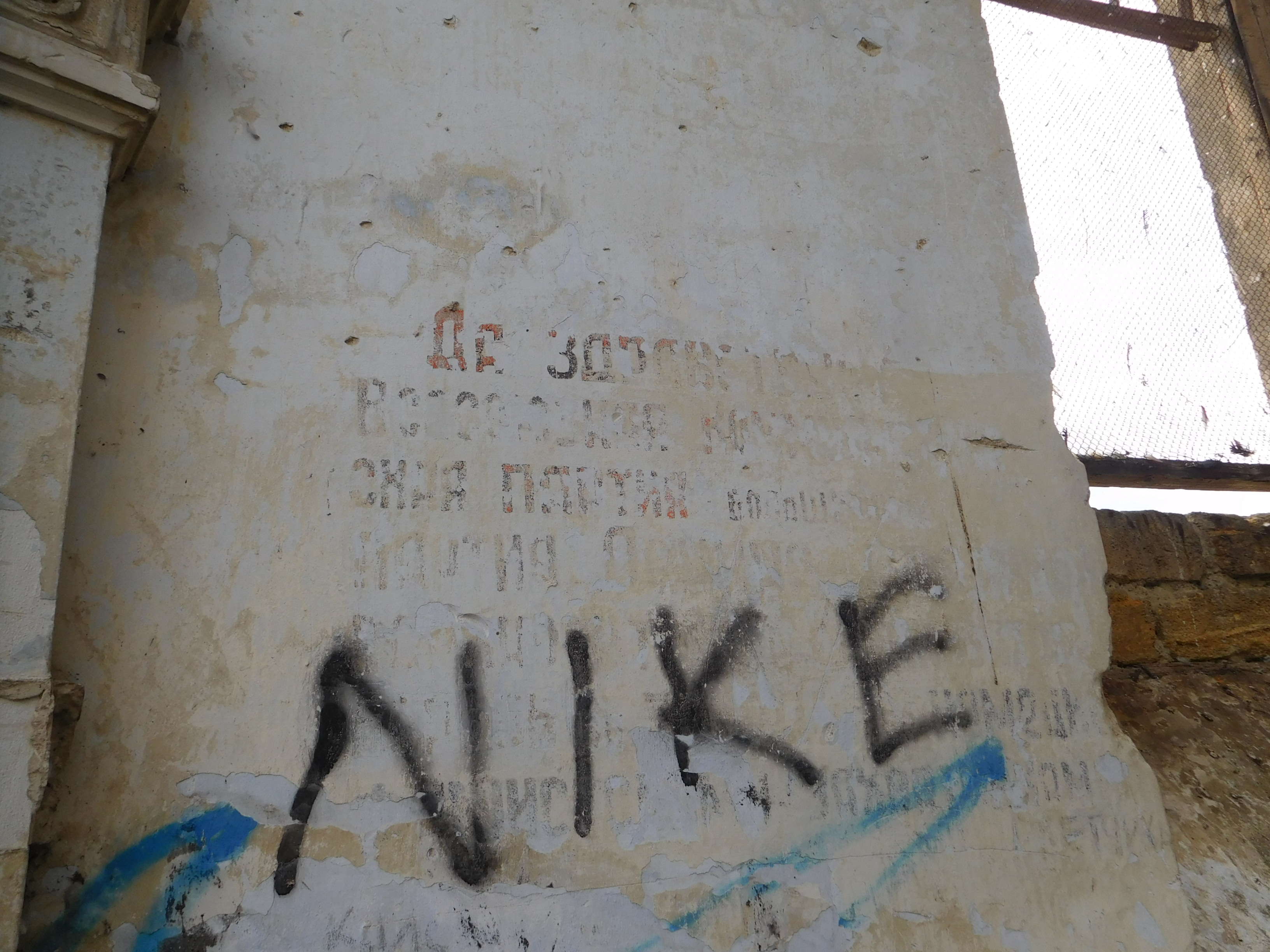
Радянські написи і сучасні графіті на стінах вівтарної частини
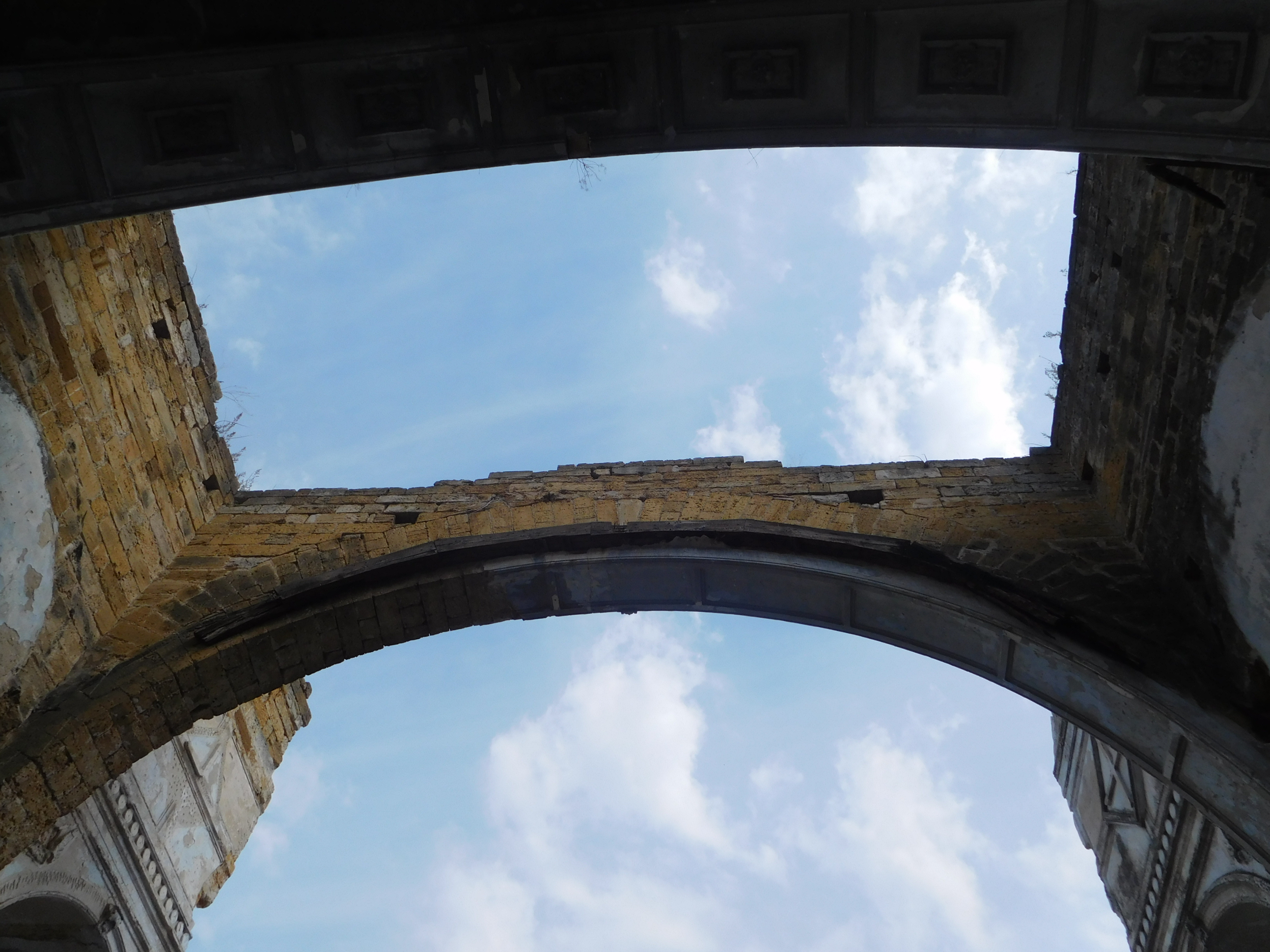
Збережені арки
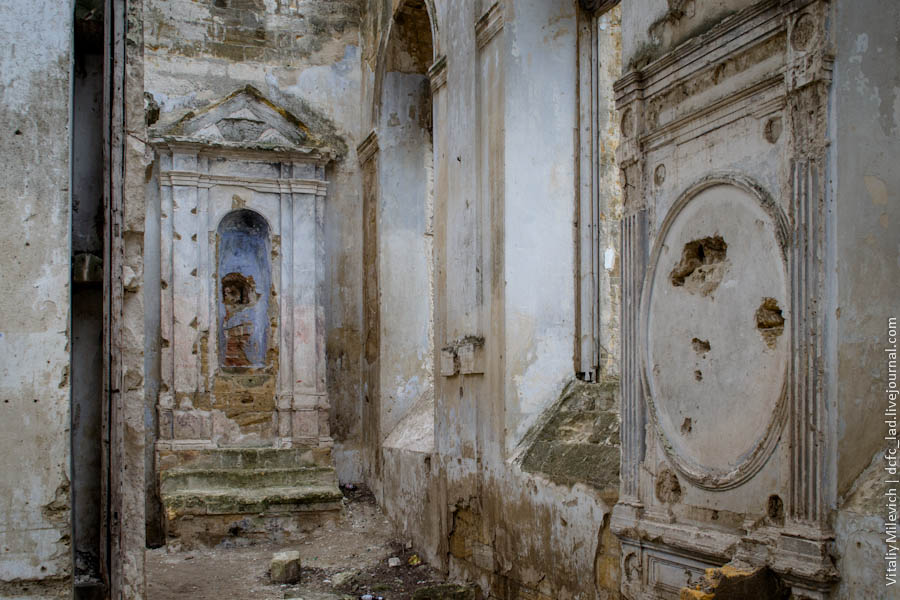
Бічна галерея